# Велика Цимбалка
Велика Цимбалка — скіфський курган на правому березі річки Білозерки біля західної околиці села Велика Білозерка Великобілозерського району Запорізької області. Входить до групи курганів Цимбалка. Курган датований IV сторіччям до н. е.

## Походження назви

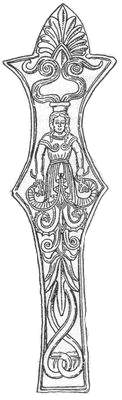
Кінський налобник із фігурою змієногої богині. Золото.

Єпископ Гермоген писав, що ця могила була обложена великим камінням, які у 1820 році пішли на будівництво Преображенської церкви. За ним, могила названа на честь якогось багача і знахаря Михайла. Цимбалом його прозвали ще й тому, що він грав на цимбалах.
Останнім часом зустрічається також назва кургану — «Цимбалова Могила».

## Історія дослідження
Досліджувала курган 1867—68 експедиція Імператорської Археологічної комісії під керівництвом відомого археолога І. Є. Забеліна.

## Опис кургану та знахідок
Курган був 15 метрів заввишки і близько 300 метрів в окружності. Об'єм насипу — 32000 кубічних метри. У насипі кургану відкрито центральне поховання і поховання 6 коней. Збруя 4 коней була срібною, двох інших — золотою.
Інтерес становлять 2 довгі золоті налобні пластини: одна з фігурою змієногої богині, друга прикрашена двома грифонами, що стоять на задніх лапах, а також 2 пари нащічників у вигляді листа, що закінчується стилізованим зображенням голови дельфіна.
Крім того, знайдено наконечники стріл, залишки панцира, бронзові набори вуздечок. В наш час ці поховання датовано IV–III ст. до н. е. і віднесено до могил царської знаті

## Велика Цимбалка та сьогодення
Сьогодні, поле з розташованими на ньому курганами повністю розоране. Задернованими залишаються кургани № 1 (Велика Цимбалка) та вершина насипу № 2 (Мала Цимбалка).